# Französische Fußballnationalmannschaft/Olympische Spiele
Die französische Fußballnationalmannschaft nahm bereits am ersten Turnier mit Nationalmannschaften 1908 bei den Olympischen Spielen in London mit zwei Mannschaften teil. Beide verloren gegen Dänemark. Die 1:17-Niederlage ist bis heute die höchste Niederlage einer europäischen Mannschaft der Männer. Vier Jahre später wurde die Mannschaft vor Turnierbeginn zurückgezogen. Die A-Nationalmannschaft nahm dann noch 1920, 1924 (als Gastgeber) und 1928 teil, die Amateurmannschaft 1948, 1952, 1960, 1968 und 1976 (u. a. mit Michel Platini). 1984 konnte die Olympiamannschaft die Goldmedaille gewinnen, womit Frankreich zusammen mit Italien und Spanien zu den drei europäischen Ländern gehört, die die WM, die EM und die Olympischen Spiele gewinnen konnten. Für die Spiele 1996 konnte sich die U-21-Mannschaft als Dritter der U-21-Fußball-Europameisterschaft 1996 qualifizieren, danach erst wieder für die Spiele 2020, die wegen der COVID-19-Pandemie um ein Jahr verschoben wurden. 2024 war die Mannschaft als Gastgeber automatisch qualifiziert.

## Ergebnisse bei Olympischen Spielen

### A-Nationalmannschaft

#### 1908
- Olympische Spiele in London:

Frankreich trat mit zwei Mannschaften an.
- Viertelfinale: Frankreich A kampflos, da Böhmen nicht antrat, Frankreich B – Dänemark 0:9
- 22. Oktober 1908, Halbfinale: Dänemark – Frankreich A 17:1 – Zum Spiel um Platz 3 trat Frankreich nicht an.

#### 1912
- Olympische Spiele in Stockholm:
  - Zurückgezogen

#### 1920
- Olympische Spiele in Antwerpen:
  - 28. August 1920: Achtelfinale: kampflos, da die Schweiz aus finanziellen Gründen nicht antrat
  - 29. August 1920: Viertelfinale: Frankreich – Italien 3:1 (Olympia Stadion)
  - 31. August 1920. Halbfinale: Tschechoslowakei – Frankreich 4:1
  - Turnier um Platz 2:
    - nicht teilgenommen

#### 1924
- Olympische Spiele in Paris:
  - 27. Mai 1924, Achtelfinale: Frankreich – Lettland 7:0 (Colombes)
  - 1. Juni 1924, Viertelfinale: Uruguay – Frankreich 5:1 (Colombes)

#### 1928
- Olympische Spiele in Amsterdam:
  - 29. Mai 1928: Achtelfinale: Italien – Frankreich 4:3

#### 1936
- Olympische Spiele in Berlin:
  - nicht teilgenommen

### Amateurmannschaft

#### 1948
- Olympische Spiele in London:
  - 31. Juli 1948, Achtelfinale: Frankreich – Indien 2:1
  - 5. August 1948, Viertelfinale Großbritannien – Frankreich 1:0

#### 1952
- Olympische Spiele in Helsinki:
  - Vorrunde: 15. Juli 1952 Polen – Frankreich 2:1 (in Lahti)

#### 1956
- Olympische Spiele in Melbourne:
  - nicht teilgenommen

#### 1960
- Olympiaqualifikation:
  - Gruppenspiele:
    - 11. November 1959 Frankreich – Luxemburg 1:0 (in Dijon)
    - 22. November 1959 Schweiz – Frankreich 1:2 (in Luzern)
    - 10. April 1959 Luxemburg – Frankreich 5:3 (in Luxemburg (Stadt))
    - 1. Mai 1959 Frankreich – Schweiz 1:0 (in Chambéry)

- Olympische Sommerspiele 1960 in Rom:
  - Gruppenspiele:
    - 26. August 1960 Frankreich – Peru 2:1 (in Florenz)
    - 29. August 1960 Frankreich – Indien 1:1 (in Grosseto)
    - 1. September 1960 Ungarn – Frankreich 7:0 (in Rom) – Frankreich als Gruppenzweiter ausgeschieden, da sich nur die Gruppensieger für die K.-o.-Runde qualifizierten.

#### 1964
- Olympiaqualifikation:
  - 1. Runde:
    - Tschechoslowakei – Frankreich 4:0
    - Frankreich – Tschechoslowakei 2:4

#### 1968
- Olympiaqualifikation:
  - 1. Runde: Freilos
  - 2. Runde:
    - Frankreich – Finnland 3:1
    - Finnland – Frankreich 1:1

  - 3. Runde:
    - Frankreich – Österreich 3:1
    - Österreich – Frankreich 1:1
- Olympische Spiele in Mexiko:
  - Vorrunde in Mexiko-Stadt:
    - 13. Oktober 1968 Frankreich – Guinea 3:1 in (Puebla)
    - 15. Oktober 1968 Frankreich – Mexiko 4:1 (in Mexiko-Stadt)
    - 17. Oktober 1968 Kolumbien – Frankreich 2:1 in (Puebla) – Frankreich als Gruppensieger für das Viertelfinale qualifiziert

  - Viertelfinale, 20. Oktober 1968 Japan – Frankreich 3:1 (in Mexiko-Stadt)

#### 1972
- Olympiaqualifikation:
  - 1. Runde:
    - 12. Mai 1971 Island – Frankreich 0:0 (in Reykjavík)
    - 16. Juni 1971 Frankreich – Island 1:0 (in Paris)

  - 1. Runde:
    - 3. November 1971 UdSSR – Frankreich 5:1 (in Jerewan)
    - 8. Dezember 1971 Frankreich – Österreich 5:1 (in Saint-Denis)
    - 12. April 1972 Österreich – Frankreich 0:3 (in Mannersdorf am Leithagebirge)
    - 25. Mai 1972 Frankreich – UdSSR 1:3 (in Paris) – Frankreich schied als Gruppenzweiter aus

#### 1976
- Olympiaqualifikation:
  - 1. Runde: Freilos
  - 2. Runde:
    - Frankreich – Rumänien 4:0
    - Rumänien – Frankreich 1:0
    - Frankreich – Niederlande 4:2
    - Niederlande – Frankreich 2:3

- Olympische Spiele in Montreal
  - Vorrunde:
    - 19. Juli 1976 Frankreich – Mexiko 4:1 (in Ottawa)
    - 21. Juli 1976 Frankreich – Guatemala 4:1 (in Sherbrooke)
    - 23. Juli 1976 Frankreich – Israel 1:1 (in Montreal) – Frankreich als Gruppensieger für die K.-o.-Runde qualifiziert.

  - K.-o.-Runde:
    - 25. Juli 1976, Viertelfinale: DDR – Frankreich 4:0 (in Ottawa)

#### 1980
- Olympiaqualifikation:
  - 1. Runde: Freilos
  - 2. Runde:
  - Spanien – Frankreich 3:1
  - Frankreich – Spanien 1:1
  - Frankreich – Belgien 3:1
  - Belgien – Frankreich 4:2

Frankreich schied als Gruppenletzter aus.

### Olympiamannschaft

#### 1984
- Olympiaqualifikation:
  - Gruppenspiele:
    - 23. März 1983 Spanien – Frankreich 0:1 (in Murcia)
    - 23. April 1983 Frankreich – Belgien 2:0 (in Clermont-Ferrand)
    - 9. November 1983 Belgien – Frankreich 1:1 (in Charleroi)
    - 29. Februar 1984 Frankreich – Spanien 3:1

  - Play-off:
    - 27. März 1984 Frankreich – BR Deutschland 1:1 (in Paris)
    - 17. März 1984 BR Deutschland – Frankreich 0:1 (in Bochum)
- Olympische Spiele in Los Angeles:
  - Vorrunde:
    - 29. Juli 1984 Katar – Frankreich 2:2 (in Annapolis)
    - 31. Juli 1984 Norwegen – Frankreich 1:2 (in Cambridge)
    - 2. August 1984 Chile – Frankreich 1:1 (in Annapolis) – Frankreich als Gruppensieger für die K.-o.-Runde qualifiziert.

  - K.-o.-Runde:
    - 5. August 1984, Viertelfinale: Frankreich – Ägypten 2:0 (in Pasadena)
    - 8. August 1984, Halbfinale: Frankreich – Jugoslawien 4:2 n. V. (in Pasadena)
    - 11. August 1984, Finale: Frankreich – Brasilien 2:0 (in Pasadena)

#### 1988
- Olympiaqualifikation:
  - 1. Runde:
    - 28. April 1987 Frankreich – Ungarn 0:2 (in Aix-en-Provence)
    - 16. Juni 1987 Schweden – Frankreich 4:2 (in Malmö)
    - 11. August 1987 Frankreich – Irland 1:1 (in Dunkerque)
    - 13. Oktober 1987 Spanien – Frankreich 1:2 (in Burgos)
    - 18. November 1987 Irland – Frankreich 3:0 (in Dublin)
    - 23. März 1988 Frankreich – Spanien 1:1 (in Le Havre)
    - 27. April 1988 Ungarn – Frankreich 2:2 (in Budapest)
    - 25. Mai 1988 Frankreich – Schweden 1:2 (in Lens) (Frankreich schied als Gruppenletzter aus)

### U-21/23-Mannschaft

#### 1992
- Olympiaqualifikation:
  - 4. September 1990 Island – Frankreich 0:1 (in Reykjavík)
  - 12. Oktober 1990 Frankreich – Tschechoslowakei 1:2 (in Le Mans)
  - 16. November 1990 Albanien – Frankreich 0:0 (in Berat)
  - 19. Februar 1991 Frankreich – Spanien 0:1 (in Tours)
  - 29. März 1991 Frankreich – Albanien 3:0 (in Angers)
  - 3. September 1991 Tschechoslowakei – Frankreich 1:0 (in Nitra)
  - 11. Oktober 1991 Spanien – Frankreich 0:0 (in Cordoba)
  - 19. November 1991 Frankreich – Island 2:1 (in Rouen)

Frankreich als Gruppenzweiter ausgeschieden

#### 1996
- Olympiaqualifikation:
  - 6. September 1994 Slowakei – Frankreich 0:3 (in Myjava)
  - 7. Oktober 1994 Frankreich – Rumänien 0:0 (in Le Puy)
  - 15. November 1994 Polen – Frankreich 1:0 (in Chorzów)
  - 13. Dezember 1994 Aserbaidschan – Frankreich 0:5 (in Trabzon/Türkei)
  - 28. März 1995 Israel – Frankreich 1:1 (in Aschdod)
  - 26. April 1995 Frankreich – Slowakei 0:1 (in Rennes)
  - 16. August 1995 Frankreich – Polen 4:1 (in Le Touquet)
  - 6. September 1995 Frankreich – Aserbaidschan 5:0 (in Bourges)
  - 11. Oktober 1995 Rumänien – Frankreich 0:0 (in Bukarest)
  - 15. November 1995 Frankreich – Israel 3:0 (in Rouen) – Frankreich als Gruppensieger qualifiziert.
- Olympische Spiele in Atlanta:
  - Vorrunde:
    - 20. Juli 1996 Frankreich – Australien 2:0 (in Miami)
    - 22. Juli 1996 Frankreich – Spanien 1:1 (in Orlando)
    - 24. Juli 1996 Frankreich – Saudi-Arabien 2:1 (in Miami)

  - Viertelfinale, 27. Juli 1996 Portugal – Frankreich 2:1 n. V. (in Miami)

#### 2000
- Olympiaqualifikation:
  - Qualifikation für die U-21-Fußball-Europameisterschaft 2000
    - 5. September 1998 Island – Frankreich 0:2
    - 10. Oktober 1998 Russland – Frankreich 2:1
    - 26. März 1999 Frankreich – Ukraine 4:0
    - 31. März 1999 Frankreich – Armenien 3:1
    - 5. Juni 1999 Frankreich – Russland 2:0
    - 3. September 1999 Ukraine – Frankreich 0:0
    - 8. September 1999 Armenien – Frankreich 1:4
    - 9. Oktober 1999 Frankreich – Island 2:0

  - Playoffs:
    - 14. November 2000: Frankreich – Italien 1:1 (in Créteil)
    - 17. November 1999, Finale: Italien – Frankreich 2:1 n. V. (in Tarent)

#### 2004
- Olympiaqualifikation:
  - Qualifikation für die U-21-Fußball-Europameisterschaft 2004
    - 6. September 2002 Zypern – Frankreich 0:1
    - 11. Oktober 2002 Frankreich – Slowenien 1:0
    - 15. Oktober 2002 Malta – Frankreich 0:3
    - 28. März 2003 Frankreich – Malta 2:0
    - 1. April 2003 Israel – Frankreich 0:3
    - 5. September 2003 Frankreich – Zypern 2:0
    - 9. September 2003 Slowenien – Frankreich 0:0
    - 11. Oktober 2003 Frankreich – Israel 2:0
    - Playoffspiele:
      - 15. November 2003 Portugal – Frankreich 1:2 (in Guimarães)
      - 19. November 2003 Frankreich – Portugal 1:2 n. V., 1:4 i. E. (in Clermont-Ferrand)

#### 2008
- Olympiaqualifikation:
  - Qualifikation für die U-21-Fußball-Europameisterschaft 2007:
    - 1. Runde:
      - 1. September 2006 Schottland – Frankreich 1:3
      - 5. September 2006 Frankreich – Slowenien 2:0

    - 2. Runde:
      - 7. Oktober 2006 Frankreich – Israel 1:1
      - 11. Oktober 2006 Israel – Frankreich 1:0

#### 2012
- Olympiaqualifikation:
  - Qualifikation für die U-21-Fußball-Europameisterschaft 2011:
    - 4. September 2009 Slowenien – Frankreich 1:3
    - 8. September 2009 Frankreich – Ukraine 2:2
    - 9. Oktober 2009 Malta – Frankreich 0:2
    - 13. Oktober 2009 Belgien – Frankreich 0:0
    - 17. November 2009 Frankreich – Slowenien 1:0
    - 11. August 2010 Frankreich – Belgien 0:1
    - 3. September 2010 Ukraine – Frankreich 2:2
    - 7. September 2010 Frankreich – Malta 2:0

Frankreich als Dritter ausgeschieden.

#### 2016
- Olympiaqualifikation:
  - Qualifikation für die U-21-Fußball-Europameisterschaft 2015:
    - 5. September 2013 Frankreich – Kasachstan 5:0 (in Caen)
    - 9. September 2013 Weißrussland – Frankreich 1:2 (in Baryssau)
    - 10. Oktober 2013 Armenien – Frankreich 1:4 (in Jerewan)
    - 14. Oktober 2013 Island – Frankreich 3:4 (in Reykjavík)
    - 14. November 2013 Frankreich – Armenien 6:0 (in Toulouse)
    - 4. März 2014 Frankreich – Weißrussland 1:0 (in Le Mans)
    - 4. September 2014 Kasachstan – Frankreich 1:5 (in Astana)
    - 8. September 2014 Frankreich – Island 1:1 (in Auxerre)

  - Play-offs:
    - 10. Oktober 2014 Frankreich – Schweden 2:0 (in Le Mans)
    - 14. Oktober 2014 Schweden – Frankreich 4:1 (in Halmstad)

Da Frankreich die Endrunde verpasste, konnte sich die Mannschaft nicht für die Olympischen Spiele in Rio de Janeiro qualifizieren.

#### 2021
- Olympiaqualifikation:
  - Qualifikation für die U-21-Fußball-Europameisterschaft 2019:
    - 5. September 2017 Frankreich – Kasachstan 4:1 (in Le Mans)
    - 5. Oktober 2017 Frankreich – Montenegro 2:1 (in Troyes)
    - 9. Oktober 2017 Luxemburg – Frankreich 2:3 (in Esch an der Alzette)
    - 9. November 2017 Frankreich – Bulgarien 3:0 (in Le Mans)
    - 13. November 2017 Slowenien – Frankreich 1:3 (in Domžale)
    - 23. März 2018 Kasachstan – Frankreich 0:3 (in Astana)
    - 27. März 2018 Montenegro – Frankreich 0:2 (in Nikšić)
    - 7. September 2018 Bulgarien – Frankreich 0:1 (in Stara Sagora)
    - 11. September 2018 Frankreich – Luxemburg 2:0 (in Straßburg)
    - 16. November 2018 Frankreich – Slowenien 1:1 (in Dijon)

  - Endrunde:
    - Gruppenspiele:
      - 18. Juni 2019 England – Frankreich 3:1 (in Cesena)
      - 21. Juni 2019 Frankreich – Kroatien 1:0 (in Serravalle)
      - 24. Juni 2019 Frankreich – Rumänien 5:0 (in Cesena) – durch den Einzug als bester Gruppenzweiter ins Halbfinale für die Olympischen Spiele qualifiziert

    - K.-o.-Runde:
      - Halbfinale: 27. Juni 2019 Spanien – Frankreich 4:1 (in Reggio nell’Emilia)
- Olympische Spiele in Tokio:
  - 22. Juli 2021 Mexiko – Frankreich 4:1 (in Chōfu, Tokyo Stadium)
  - 25. Juli 2021 Frankreich – Südafrika 4:3 (in Saitama, Saitama Stadium)
  - 28. Juli 2021: Frankreich – Japan 0:4 (in Yokohama, Internationales Stadion Yokohama)

#### 2024
Für die Spiele in Paris war die französische Mannschaft als Gastgeber automatisch qualifiziert. Bei der Auslosung am 20. März 2024 war Frankreich zusammen mit Argentinien und zwei Platzhaltern für asiatische Mannschaften, die sich noch qualifizieren mussten, Topf 1 zugeordnet und als Gruppenkopf der Gruppe A gesetzt. Gruppengegner waren Neuseeland, die USA und Guinea, das sich in Play-offs als Vierter der CAF-Qualifikation gegen den Vierten der AFC-Qualifikation nach der Auslosung noch qualifizieren konnte. Spielberechtigt waren Spieler, die nach dem 31. Dezember 2000 geboren wurden, plus drei ältere Spieler.
- Vorrunde:
  - 24. Juli 2024 um 21:00 Uhr MESZ in Marseille: Frankreich – USA 3:0 (0:0)
  - 27. Juli 2024 um 21:00 Uhr MESZ in Nizza: Frankreich – Guinea 1:0 (0:0)
  - 30. Juli 2024 um 19:00 MESZ in Marseille: Neuseeland – Frankreich 0:3 (0:1)
- K.-o.-Runde:
  - 2. August 2024 um 21:00 Uhr MESZ in Bordeaux, Viertelfinale: Frankreich – Argentinien 1:0 (1:0)
  - 5. August 2024 um 21:00 Uhr MESZ in Lyon, Halbfinale: Frankreich – Ägypten 3:1 n. V. (1:1, 0:0)
  - 9. August 2024 um 18:00 Uhr MESZ in Paris, Finale: Frankreich – Spanien 3:5 n. V. (3:3, 1:3)

## Trainer
- 1908: Robert Guérin (Auswahl-Kommission)
- 1920: Gaston Barreau (Auswahl-Kommission)
- 1924:  Charles Griffiths
- 1928:  Peter Farmer
- 1948: Gabriel Hanot
- 1952: Paul Baron und Pierre Pibarot
- 1960: Jean Rigal
- 1968: André Grillon
- 1976: Gabriel Robert
- 1984: Henri Michel (von 1984 bis 1988 auch Nationaltrainer)
- 1996: Raymond Domenech (von 2004 bis 2010 auch Nationaltrainer)
- 2020: Sylvain Ripoll
- 2024: Thierry Henry

## Beste Torschützen
1. Daniel Xuereb 5 (1984)
0. Jean-Philippe Mateta 5 (2024)
3. Jean Boyer 4 (1920, 1924)
0. Paul Nicolas 4 (1920, 1924, 1928)
5. François Brisson 3 (1984)
0. Édouard Crut 3 (1924)
0. Florian Maurice 3 (1996)
0. Michel Platini 3 (1976)
0. Charles Tamboueon 3 (1968)

## Bekannte Spieler
- Patrick Battiston (1976)
- Thierry Henry (Qualifikation 2000)
- Claude Makélélé (1996)
- Robert Pires (1996)
- Michel Platini (1976)
- Sylvain Wiltord (1996)